# Rodrigo Alberto Carazo Zeledón
Rodrigo Alberto Carazo Zeledón (San José, 1948) es un político, economista, abogado y politólogo costarricense que se desempeñó como embajador de Costa Rica ante las Naciones Unidas. y como Presidente de UNICEF. Resultó electo como experto independiente del Comité de Derechos Humanos, 2023-2026 del Pacto Internacional de Derechos Civiles y Políticos, cargo que ocupa en la actualidad. Anteriormente, había sido el primer Defensor de los Habitantes entre 1993 y 1997, y diputado en la Asamblea Legislativa durante el periodo 2002-2006. En 2014, fue electo presidente del Partido Acción Ciudadana (partido de gobierno para el período 2014-2018 y 2018-2022), cargo que ocupó por un breve plazo.

## Biografía
Hijo del expresidente de la República, Rodrigo Carazo Odio y de Estrella Zeledón Lizano.  Como su padre, comparte  una fuerte tendencia hacia posiciones sociales y es conspicuo opositor al neoliberalismo.   
Fue uno de los líderes opositores del Tratado de Libre Comercio con Estados Unidos.
Se recibió como  Licenciado en Derecho por la Universidad de Costa Rica. en 1970.  Se graduó como Licenciado en Ciencias Económicas y Sociales en 1977,  En 1997 obtuvo su Doctorado en Ciencias Políticas.  Realizó estudios de posgrado en Derecho Internacional, en la Academia de Derecho Internacional, en La Haya, Países Bajos y estudios universitarios en Historia Económica, en la Universidad de Costa Rica.
Fue el primer Defensor de los Habitantes de la República de Costa Rica (1993-1997), además de Vicepresidente y Presidente del Consejo Centroamericano de Procuradores de Derechos Humanos, y Vicepresidente y Presidente de la Federación Iberoamericana de Defensores del Pueblo. Entre 1984 y 1987 fue representante de la Universidad para la Paz ante Oficinas Europeas de Naciones Unidas, y de 1979 a 1981 Embajador en misión especial ante Asamblea General de las Naciones Unidas.
Fue diputado por el  Partido Acción Ciudadana, en las elecciones nacionales para el período 2002-2006.  También fue presidente de su Comité Ejecutivo a partir del 28 de junio de 2014 y hasta el 3 de septiembre de ese mismo año.
En el período 2018-2022 fue designado embajador ante las Naciones Unidas, con sede en New York y como tal ejerció varias posiciones en entes de la Organización en cuenta la Vicepresidencia y Presidencia del Consejo Ejecutivo de UNICEF en 2021-2022.
Tuvo un consultorio jurídico privado, participación en diversas empresas, y ha sido gerente general de algunas de ellas en actividades industriales, comerciales, de servicios y turismo.
| Precedido por: Jorge Eduardo Sánchez Sibaja 1998-2002 | Diputado de la Asamblea Legislativa de Costa Rica (8º puesto por San José) 2002-2006 | Sucedido por: Elizabeth Fonseca Corrales 2006-2010 |

| Precedido por: Primer titular | Defensor de los Habitantes de Costa Rica 1993-1997 | Sucedido por: Sandra Piszk Feinzilber |